# Indische rotszwaluw
De Indische rotszwaluw (Ptyonoprogne concolor) is een zangvogel uit de familie van de zwaluwen (Hirundinidae).

## Verspreiding en leefgebied
De soort komt voor van India tot zuidoostelijk Azië en telt twee ondersoorten:
- P. c. concolor: India.
- P. c. sintaungensis: van Myanmar en noordelijk Thailand tot zuidelijk China en noordelijk Indochina.

## Status
De grootte van de populatie is niet gekwantificeerd maar de soort wordt omschreven als schaars tot plaatselijk algemeen. Op de Rode lijst van de IUCN heeft deze soort de status niet bedreigd.